# 1103 Sequoia
1103 Sequoia este o planetă minoră (asteroid), cu un diametru de 6,692 km, din centura de asteroizi. A fost descoperită pe 9 noiembrie 1928 la Observatorul din Hamburg de Walter Baade și a fost numită după Sequoia National Park⁠(d). 
Obiectul prezintă o orbită caracterizată de o semiaxă mare de 1,9334726 UAi, o excentricitate de 0,09, o înclinație de 17,901 ° în raport cu ecliptica.